# Provincia de Fars
Fars (en persa: فارس), también conocido anteriormente como "Farsistan" (فارسستان), es una de las 31 provincias de Irán. Situada en el sur del país, su capital es Shiraz. Se corresponde a la región tradicionalmente llamada en español Farsistán o Persia.
Se cree que Fars es la zona originaria del pueblo persa y da nombre a la lengua persa o farsi. Persia se deriva del griego. Fars es la forma arabizada de Pars, ya que el árabe carece del fonema /p/.

## Geografía
La provincia de Fars presenta dos regiones geográficas distintas, separadas por los montes Zagros, los cuales se extienden del noroeste al sureste de la provincia. La parte septentrional empieza en los montes de Samirum y finaliza al sur de Abadeh, en el monte Azamat, donde se encuentra el paso de Koli Kosh. Otra montaña que destaca en esta región es el Barm Firuz, de 3673 m sobre el nivel medio del mar. Cerca de Shiraz se encuentran el monte de Sabz Pushan, Kuh-e Bamu, Kuh-e Tudaj y Khaman Kuh.
El río más importante es el río Kor, el cual nace en las montañas del norte, cruza la ciudad de Marvdasht y desemboca en el lago Bakhtegan. Así mismo, destaca el lago Maharloo.
La parte sur también comprende altas regiones e incluye las montañas Maharloo, Kharman y Toraj, que unen los altos de la provincia Kohkiluyeh con los montes Mamesani, e incluyen los montes Darab y el altiplano de Tangistan.
Se distinguen tres regiones climáticas. La primera abarca la parte norte, oeste y noroeste de la región montañosa, y se caracteriza por su clima frío y templado, así como por su significativo terreno verde. La segunda región se encuentra en el centro de la provincia, se caracteriza por tener un invierno de temperaturas moderadas y considerables precipitaciones, y un verano cálido y seco. La tercera región se localiza al sur y sureste de la provincia, en un bajío, el cual es significativamente seco y de temperaturas moderadas en invierno, y de verano muy caluroso. La ciudad de Shiraz presenta una temperatura promedio de 16,8 °C, con una temperatura máxima promedio de 29,2 °C, y una mínima promedio de 4,7 °C.

## Historia y cultura

### Persia preislámica

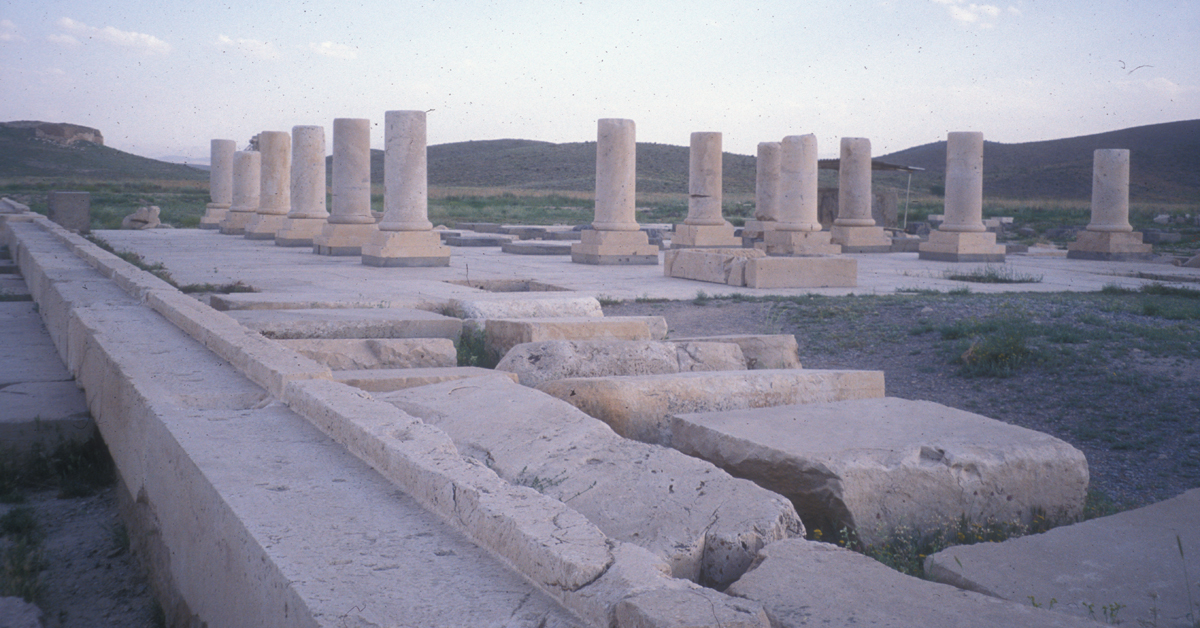
Salón de audiencias en Pasargada (provincia de Fars).

#### Persia aqueménida

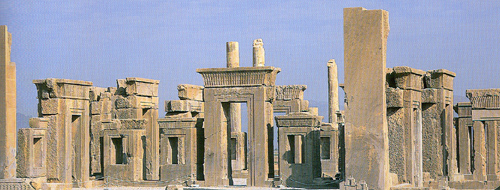
Persépolis, capital persa aqueménida (512-330 a. C.).

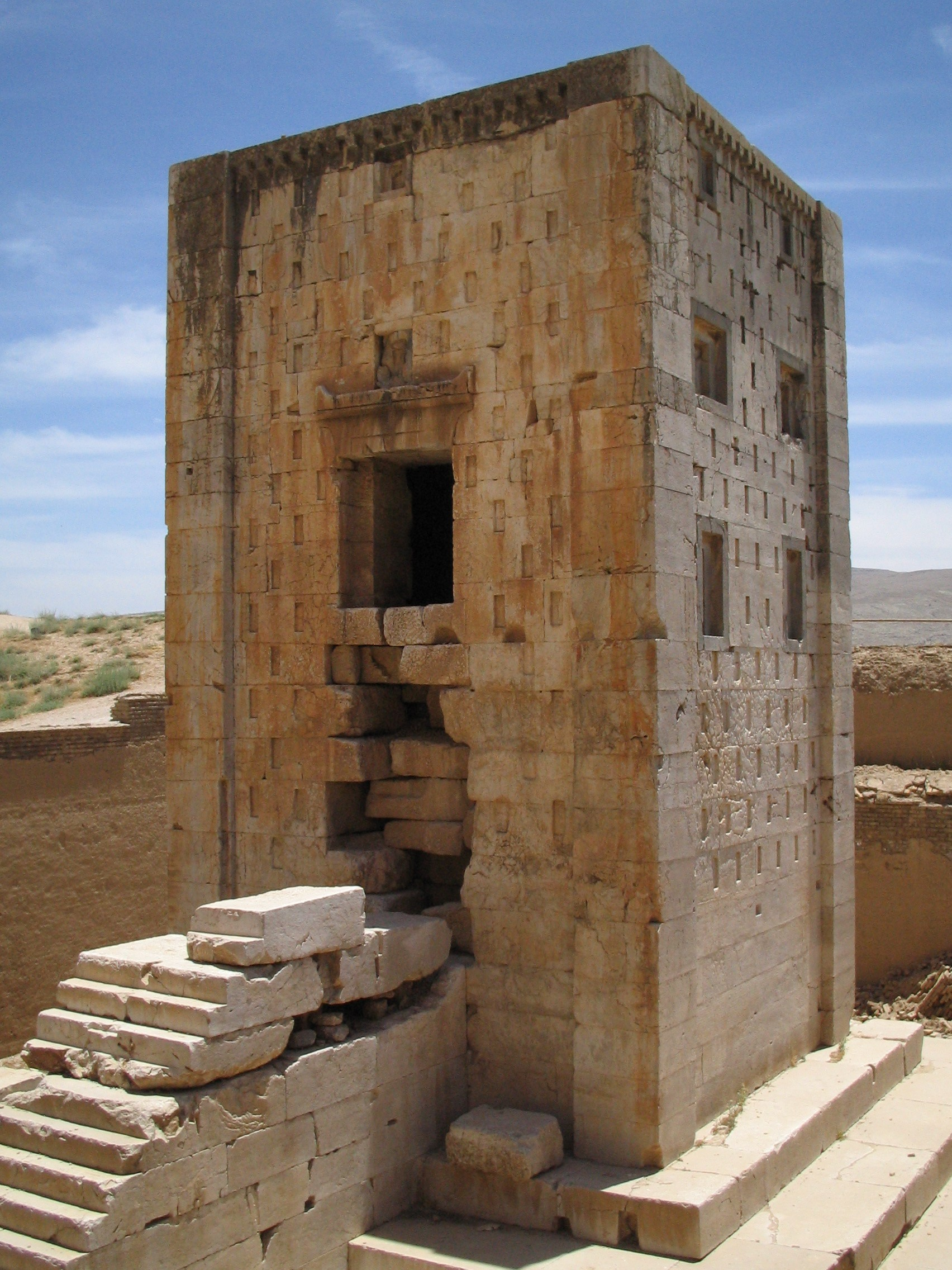
Templo de fuego en Naghsh-e-Rostam (provincia de Fars).

La región de Fars fue cuna del Imperio persa. Los primeros habitantes de la región fueron el pueblo de Elam, quien vivía en Anshan, cerca de Shiraz, dentro de la actual provincia de Fars, hacia el III milenio a. C. Sin embargo, a mediados del II milenio a. C. harían de Susa su capital, en la actual provincia de Juzestán.
Aun así, los aqueménidas fueron los primeros en crear un Estado centralizado en Persia hacia el 700 a. C. A falta de pruebas históricas, se atribuye legendariamente al aqueménida Teispes (hijo de Aquemenes según fuentes greco-europeas no confirmadas por textos persas) que condujo a los persas nómadas a asentarse al sur de Irán en Anshan, fundando Istakhr (también en Fars), en tanto que Elam sucumbía al imperio asirio del rey Asurbanipal hacia el 640 a. C. Tras la muerte de este, el Imperio Asirio se desintegraría ante el ataque medo, babilonio y escita. Establecidos en Fars, los aqueménidas se dividirían en dos casas reinantes: la persa y la de Anshan, que se unificarían durante el reinado de Ciro II el Grande, fundando el Imperio persa aqueménida. Ciro II estableció su capital en Pasargada, primera capital del imperio, y emprendió un periodo de conquistas hacia mediados del siglo VI a. C., tomando Media, Lidia y Babilonia. Sin embargo, Ciro II cayó en combate, quedando Pasargarda inconclusa. Su sucesor, Cambises II, mudaría la capital a Babilonia.
Hacia el 512 a. C. el rey Darío I el Grande emprendió la construcción de una nueva capital, Pārsā, conocida por los griegos como Persépolis, y en el actual Irán como Takht-e Jamshid, regresando de esta forma la capital a Fars, y dándole su nombre al Imperio y a la provincia. Durante los reinados de los siguientes emperadores, Persépolis se vería enriquecida arquitectónicamente. Sin embargo, estos no residían en la ciudad, ya que por lo general habitaban en Susa, Babilonia o Ecbatana, debido a lo cual los griegos apenas tenían conocimiento de ella.

#### Provincia de Persis durante los Imperios macedónico y seléucida
Persépolis, y su esplendor, vería el final de sus días cuando fue saqueada y destruida totalmente por Alejandro Magno hacia el 330 a. C. Aun así, siguió siendo capital de la provincia macedónica de Persis, decayendo gradualmente. Alejandro Magno arrasaría con otras ciudades en Fars, como Gōr, inundándola con las aguas de un río cercano, e Istakhr, quemando el original del Avesta, que se encontraba en esta ciudad.
Tras la muerte de Alejandro Magno, el Imperio Macedónico se fragmentó, dándose luchas entre los generales macedonios. Uno de ellos, Seleuco I, fue nombrado sátrapa en 321 a. C., y poco después rey de Babilonia, dando origen a la Dinastía Seléucida. Siendo un reino tan extendido y tan distinto étnicamente, fue difícil de controlar; el pueblo persa, en Persis, junto con los medos y bactrianos aprovecharon los problemas del Imperio seléucida para independizarse. Sin embargo, una segunda dinastía iraní venida del pueblo parni habría de imponerse: la Arsácida que fundaría el Imperio Parto.

#### Provincia parta

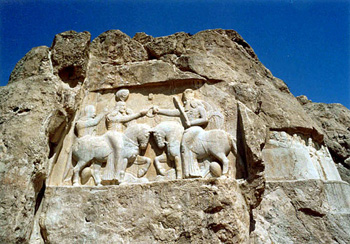
Relieve de Ardeshir I en Naghsh-e-Rostam (provincia de Fars).

Mitrídates I de Partia fue dominando varias provincias seléucidas (p.ej. Media, Susiana, Caracene, Babilonia, Asiria), y entre ellas la provincia de Persis hacia el 139 a. C. Sin embargo, este estableció su capital en Ctesifonte, ciudad ubicada en el actual territorio iraquí. El imperio funcionó como una confederación de reinos, provincias y ciudades estado, que en momentos ayudaban a debilitar al Estado parto, entre los cuales se hallaba Pars (Fars).

#### Imperio sasánida
Hacia 208, Ardashir I se coronó rey de Balkh, reino vasallo de Partia, con el cual habría de enfrentarse y vencer. Hacia 226, se coronó Rey de Reyes, Šāhānšāh, dando fin a 400 años de Imperio Parto, al dar muerte a su último soberano, Artaban IV, e iniciando la Dinastía Sasánida. Ardashir I reconstruyó y fijó su capital en Istakhr. Construyó el Castillo de Ghal'eh Dokhtar y el Palacio de Ardashir, ambos en la provincia de Fars, cerca de la antigua Gōr, actual Firuzabad, reviviendo a esta ciudad, la cual fue conocida como Kūh Ardeshīr, Ardeshīr Khurah y Shāhr-ī Gōr. Sin embargo, Ardashir I mudó poco después su capital a Ctesifonte. Los reyes sasánidas usarían los palacios en Fars como residencias de verano.

### Persia islámica

#### Conquista árabe
Hacia la primavera de 632, mientras el último soberano sasánida Yazdegard III tomaba posesión del reino, los árabes comenzaron a hacer sus primeras incursiones en territorio persa, coincidiendo con el declive económico y las luchas internas feudales del Imperio sasánida. Este sucumbe tras la caída de Ctesifonte en 637 y la Batalla de Nihawānd en 642. Fars pasaría a manos árabes hacia 643. A pesar de ofrecer resistencia, la ciudad de Istakhr cayó en manos árabes, siendo destruida por segunda vez. Similar destino sufrieron otras poblaciones en Fars, como Firuzabad.
Persia, esencialmente zoroastriana, se convirtió al islam, y con el tiempo adoptó la caligrafía del árabe, aunque conservó su propio idioma persa, ya que según el islam los pueblos tienen derecho a conservar su lengua original. La dinastía iraní Samánida, que gobernó las planicies de Asia Central, promovería el uso del persa.
En los años posteriores surgió una nueva metrópolis en Fars, Shiraz, al mismo tiempo que se reconstruían otras ciudades como Firuzabad. Hacia 960, 'Adud al-Daula llevaría a cabo el proyecto de construir una presa, llamada Band-i Amir, localizada entre Istakhr y Shiraz, la cual irrigaría alrededor de 300 pueblos.
La región de Pars habría de pasar a un segundo plano político, ya que las nuevas dinastías persas se asentaron al norte de Irán y en las actuales repúblicas centroasiáticas, llevando con ellos su cultura, y promoviéndola por aquellas regiones. Lejos de la neuralgia iraní, la provincia de Pars se vio sometida a la influencia árabe de los Omeyas en un principio, seguida de los Abásidas, tras la cual vinieron las breves dinastías de los Buwáyidas (934-1062), seguida por los turcos Selyúcidas, los Khwarezmidas, quienes fueron arrasados por los mongoles del Ilkanato.

#### Período inyuida y muzafarida
Hacia 1304, los Inyuidas, al inicio del reinado del Khan Öljeitü, se impusieron en la región de Fars, aprovechando las concesiones del Khan para administrar los injü, posesiones territoriales. Una vez que los inyuidas acrecentaron su poder, el Khan Abu Sa'id, hijo de Öljeitü, se enfrentó a ellos en 1325. Kai-Khusrau, gobernador de Shiraz, resistió el ataque del Khan, pero hubo de enfrontarse a su hermano Mas'ud Shah por la lucha del poder. Al final, sería Abu Ishaq, otro hermano, quien se quedó en el poder, siendo el único hijo de Sharaf al-Din que sobrevivió a la lucha familiar hacia 1343. La ambición de este le hizo marchar contra los muzafáridas de Yazd hacia 1350. Estos, dirigidos por Mubariz al-Din, invadieron la provincia de Fars en 1352 y asediaron Shiraz en 1353. En su paranoia, Abu Ishaq hizo asesinar a gente de dos barrios de la ciudad para eliminar traidores. El jefe de otro barrio, temiendo por los suyos, entregó las llaves de la puerta de acceso de su barrio al Shah Shuja, hijo de Mubariz al-Din. Abu Ishaq huyó a Isfahán. Mubariz al-Din avanzó hacia Isfahán, la asedió y conquistó hacia 1357. Abu Ishaq fue capturado y enviado a Shiraz, donde fue ejecutado. De esta forma los muzafaridas se impondrían en Fars durante cuarenta años, haciendo de Shiraz su capital, hasta la llegada de Tamerlán.

#### Período temúrida
En abril de 1393, Tamerlán invade Fars, derrota y elimina a los Muzafáridas, quienes se encontraban en una lucha familiar por el poder. De esta forma, Fars pasa a ser provincia del Imperio Temúrida. Durante estos años, el centro de la cultura iraní se hallaba en Samarcanda, dado que el sur de Irán se hallaba en ruinas tras años de guerras.

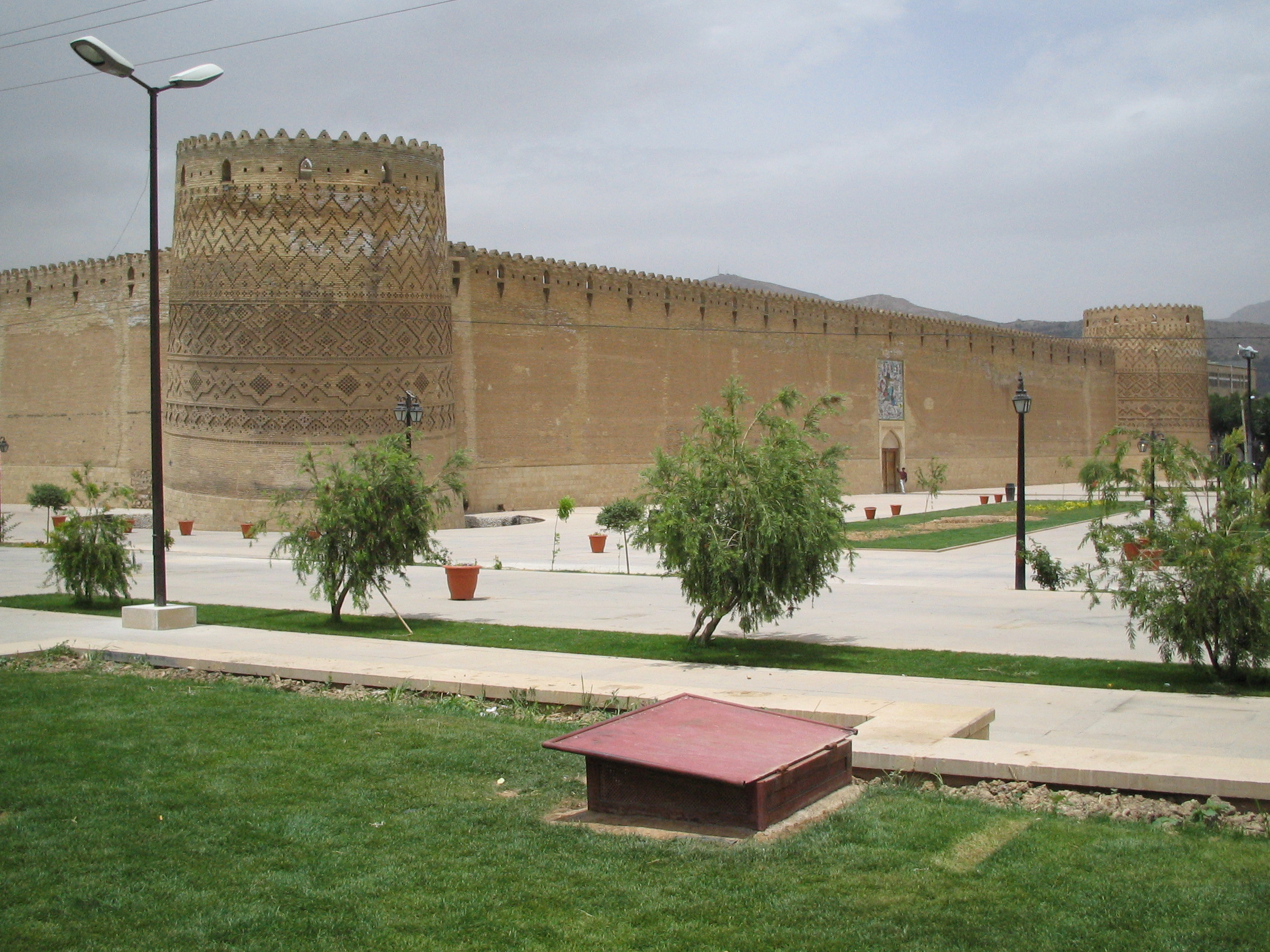
Ciudadela Arg e Karim Khan en Shiraz (provincia de Fars).

### Fars desde 1500
Al irse debilitando el Imperio Temúrida, los Safavidas conquistaron Shiraz hacia 1504, imponiendo el culto shi'a como religión oficial, no solo en Fars, sino en todo Irán, conforme estos se iban expandiendo. De esta forma regresó el esplendor cultural a las planicies centrales de Irán, dado que los Safavidas con el tiempo harían de Isfahán su capital, estando Fars ubicado al sur de esta.
Hacia 1760, tras la muerte de Nadir Shah y una guerra interna por el poder, Karim Khan se hizo nombrar rey (mas no Shah) y estableció lacapital en Shiraz, convirtiéndola en centro cultural y comercial de Irán, llevando prosperidad a la provincia y las regiones que él dominaba, permitiendo a la Compañía Británica de las Indias Orientales establecerse. Sería la dinastía Qayar la que mudaría la capital a Teherán en 1796, desde entonces ubicada ahí.

## División política
La provincia de Fars se subdivide en shahrestanes, o provincias, las cuales son:

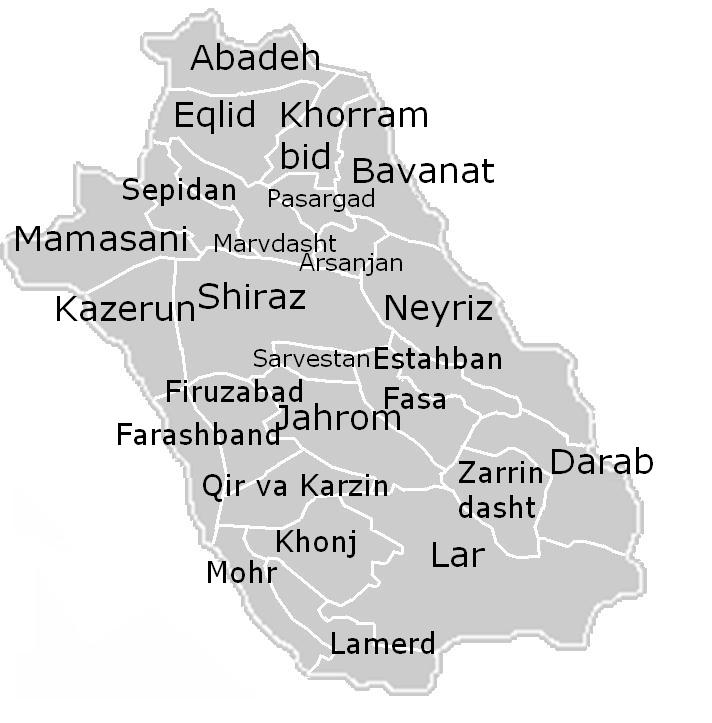
División política (shahrestanes) de la provincia de Fars

- Abade (آباده).
- Arsanyán (ارسنجان).
- Bavanat (بوانات).
- Darab (داراب).
- Eqlid (اقلید).
- Estahbán (استهبان).
- Farashband (فراشبند).
- Fasá (فسا).
- Firuzabad (فیروزآباد).
- Yahrom (جهرم).
- Kazerún (کازرون).
- Jonch (خنج).
- Jorrambid (خرمبید).
- Lamerd (لامرد).
- Lar (لار).
- Mamasaní (ممسنی).
- Marvdasht (مرودشت).
- Mohr (مُهرِ).
- Neyriz (نیریز).
- Qirokarzín (قیر و کارزین).
- Sepidán (سپیدان).
- Shiraz (شیراز).
- Zarrindasht (زرین‌دشت).